# Hyperolius torrentis
Hyperolius torrentis es una especie de anfibios de la familia Hyperoliidae.
Habita en Ghana y Togo.
Su hábitat natural incluye bosques tropicales o subtropicales secos y a baja altitud, ríos y áreas rocosas.
Está amenazada de extinción por la pérdida de su hábitat natural.